# NGC 1540
NGC 1540 ist ein interagierendes Galaxienpaar im Sternbild Eridanus am Südsternhimmel. Es ist schätzungsweise 244 Millionen Lichtjahre von der Milchstraße entfernt.
Das Objekt wurde am 6. November 1834 von John Herschel entdeckt.